# Герб Брестской области
Герб Брестской области (бел. Герб Брэсцкай вобласці) — официальный геральдический символ Брестской области Беларуси. Утверждён 14 сентября 2004 указом Президента Республики Беларусь № 446 «Об учреждении официальных геральдических символов Брестской области».

## Описание
Официальное описание герба:
Герб Брестской области имеет форму барочного щита, нижняя часть которого выполнена в красном цвете и завершается формой оборонительного сооружения. В центре красного поля щита размещен золотой зубр. Верхняя часть щита — голубого цвета.

## Обоснование символики
В гербе Брестской области нашли отражение важные исторические события прошлого и природное богатство края.
Зубчатое деление в стилизованной форме передает контуры Каменецкой башни, уникального памятника военного зодчества XIII века, и символизирует героическое прошлое народа, связь времён.
На территории области расположен природоохранный заповедник — Беловежская пуща, в котором обитает много представителей животного мира, многие из которых занесены в Красную книгу. Одним из наиболее ценных животных является самый крупный представитель фауны на территории Беларуси — зубр. Это животное стало своеобразным символом не только Беловежской пущи (зубр изображён на её гербе), но и всей Беларуси. Золотой цвет зубра означает богатство, силу, чистоту и постоянство.
Щит герба имеет так называемую барочную, или немецкую, форму, характерную для западноевропейской геральдики XVI—XVII веков. В белорусской современной территориальной геральдике такой щит применяется для возрожденных гербов периода Великого княжества Литовского. Однако создатели герба Брестской области остановили свой выбор именно на такой сложной форме щита, желая подчеркнуть преемственность исторических традиций и значимость официальной геральдической символики для её современного статуса. На барочных щитах размещены гербы Высокого, Каменца, Логишина и др. и областного центра — города Бреста.
Дань памяти героическому прошлому области подчеркивается красным цветом поля, в геральдике означающем храбрость и мужество, неустрашимость и борьбу. Голубой цвет — это цвет величия, красоты и ясности, цвет мирного неба.

## История
Изображение золотого зубра на красном поле помещалось на принятом 5 июля 1878 гербе Гродненской губернии, на территории которой частично расположена Брестская область.

В 2002 году Брестский облисполком утвердил эталон изображения герба Брестской области, после чего представил символику региона для утверждения в Государственную геральдическую службу Беларуси. Описание герба гласило:
Герб Брестской области представляет собой щит барочного типа. Вверху красного поля нижней части щита — завершение в виде оборонительного сооружения, что, символизирует храбрость, мужество, неустрашимость народов, проживающих на территории Брестчины. В центре красного поля размещен золотой зубр как символ силы и величия Берестейского края, верхняя, меньшая часть щита, голубая — символ красоты и ясности. Щит окантован тонкой золотой полосой — символ богатства, верности, чистоты, постоянства.
Современный вариант герба принят в 2004 году, от проекта облисполкома он отличался отсутствием узкой золотой каймы.